# 굿모닝, 공자
《굿모닝, 공자》는 2004년 1월 22일에 MBC에서 방영된 설날 특집 드라마이다.

## 등장 인물
- 변희봉 : 고독한 역
- 김인권 : 고강석 역
- 김성은 : 김성은 역
- 허정민 : 고민석 역
- 박정수 : 김혜순 역
- 이원 : 폴 오귀스뜨 역